# Content management
Con il termine content management (in italiano: gestione dei contenuti) si indica la serie di processi e tecnologie a supporto della raccolta, gestione e pubblicazione di informazioni indipendentemente dal supporto utilizzato. Ai giorni nostri con content si fa riferimento all'informazione, più specificatamente a informazioni di tipo testo, come i documenti, di tipo multimediale, come file audio o video, o qualsiasi altro tipo di informazione che necessita di una gestione del ciclo di vita dei contenuti.
Un classico esempio di sistema di content management (content management system), applicato ai contenuti web, è uno strumento software che permette di creare, aggiornare e pubblicare le "informazioni" delle pagine di un sito sulla base dei template fissati (che possono essere revisionati anch'essi). Il programma gestisce i contenuti (soggetti a costante evoluzione) esattamente come i dati in un database. Grazie al tool non occorre alcuna competenza di sviluppo del codice in un linguaggio di programmazione per siti web.
Esistono sistemi di content management per le applicazioni, sia "business" sia "home", più disparate e ve ne sono ottimi anche di tipo open source.

## Ciclo di vita
Il ciclo di vita del contenuto digitale è un processo strutturato e iterativo che va ben oltre la semplice sequenza di creazione e pubblicazione. Un modello completo, che integra e approfondisce le fasi tradizionali, è formato da diversi passaggi strategici che mirano a massimizzare il valore di ogni asset informativo.
Il ciclo di vita comprende essenzialmente cinque passi:
- Pianificazione: questa fase procede la creazione vera e propria. Comprende la definizione degli obiettivi di business che il contenuto deve supportare (ad esempio, notorietà del marchio, considerazione del prodotto o conversione alla vendita), l'identificazione del pubblico di destinazione tramite la definizione di audience e buyer personas, la ricerca di parole chiave per l'ottimizzazione per i motori di ricerca (SEO) e la scelta dei canali di distribuzione più efficaci.
- Creazione: è la fase operativa di produzione del contenuto, che include la scrittura di testi, la realizzazione di elementi grafici, la registrazione di video o podcast, e l'assemblaggio di tutti i componenti definiti nella fase di pianificazione.
- Aggiornamento: questa fase include tutti i processi di revisione, aggiornamento e approvazione. Comprende la correzione di bozze, la verifica della coerenza stilistica e del messaggio di marca, l'adattamento per diversi mercati (traduzione) e l'approvazione formale attraverso flussi di lavoro (workflow) predefiniti.
- Pubblicazione: consiste nella messa online del contenuto sul suo canale primario (per esempio, una pagina del sito web) e nella sua successiva distribuzione o "remediation" su canali secondari, come social media, newsletter o piattaforme di syndication, per amplificarne la portata
- Archiviazione e conservazione: una volta che un contenuto diventa obsoleto o non più rilevante, deve essere gestito correttamente. Questa fase definisce se il contenuto debba essere rimosso, archiviato per motivi legali o di conformità, o conservato come parte della memoria storica dell'organizzazione. Le policy di conservazione sono cruciali per la governance dei dati.

## Processo collaborativo
Il Content management è un processo collaborativo nel senso più stretto del termine.
La creazione del contenuto viene effettuata da una o più persone, ma la comunità partecipa al suo aggiornamento (formale e sostanziale) fino alla pubblicazione definitiva, dopo la quale può iniziare una fase di aggiornamento la cui durata può anche non essere limitata.

## Ruoli e privilegi base
Il processo di aggiornamento si basa sui seguenti ruoli e privilegi base:
- Autore principale - responsabile della creazione del contenuto.
- Curatore (o autore secondario) - responsabile dell'aspetto formale del contenuto (stile, rappresentazione) per garantirne l'uniformità e la diffusione.
- Editore - responsabile della diffusione e dell'utilizzo del contenuto.
- Amministratore - responsabile della gestione delle versioni del contenuto negli archivi e nei sistemi di diffusione (Content Management System).

## Versione dei documenti
Un aspetto critico del content management è la capacità di gestire le versioni del contenuto durante la sua evoluzione. Gli autori e i curatori spesso hanno necessità di ripristinare vecchie versioni del contenuto in conseguenza di errori del processo di evoluzione o di errati aggiornamenti. Questa funzionalità, nota come versioning, è fondamentale non solo per correggere errori, ma anche per garantire la tracciabilità delle modifiche a fini di conformità normativa (audit trail), per facilitare la collaborazione simultanea di più utenti sullo stesso documento e per gestire asset complessi come contratti o documentazione tecnica, dove ogni revisione deve essere registrata e recuperabile.